# ستيوارت كينيدي (لاعب كرة قدم)
ستيوارت كينيدي (بالإنجليزية: Stewart Kennedy)‏ (31 أغسطس 1949 بإستيرلينغ في المملكة المتحدة - ) هو لاعب كرة قدم بريطاني في مركز حراسة المرمى. شارك مع منتخب اسكتلندا لكرة القدم. أما مع النوادي، فقد لعب مع سانت جونستون ونادي رينجرز ونادي ستنهاوسموير وفورفار أثلتيك ‏.

## وصلات خارجية
- ستيوارت كينيدي على موقع الاتحاد الإسكتلندي (الإنجليزية)
- ستيوارت كينيدي على موقع قاعدة بيانات كرة القدم.إي يو (الإنجليزية)